# Megalosaurus
Megalosaurus ("stor ödla", från grekiska μέγας, megas, "stor", och σαῦρος, sauros,"ödla") är ett släkte stora köttätande theropoda dinosaurier från mellersta Jura (etagen Bathonium, 166 miljoner år sedan) som hittats i södra England. Fastän andra exemplar har förts till släktet kommer de enda säkra fynden från Oxfordshire.
De tidigaste möjliga fynden härstammar från kalkstensformationerna vid Taynton och ett av dessa var nedre delen av ett stort lårben som hittades på 1600-talet. Det beskrevs ursprungligen av Robert Plot som ett höftben från en romersk stridselefant och därefter som en biblisk jätte. Det första "vetenskapliga namnet" som föremålet fick var Scrotum humanum som Richard Brookes använde som överskrift. Detta namn anses inte giltigt idag.
Megalosaurus blev 1824 den första dinosaurie (fåglarna undantagna) som fick ett giltigt namn (av William Buckland). Typarten är Megalosaurus bucklandii som namngavs 1827 av Gideon Mantell. Megalosaurus var ett av de tre släkten som Richard Owen inkluderade 1842 när han skapade ordningen Dinosauria. Efter Owens anvisningar byggdes en modell som ingick bland de förhistoriska djur som ställdes ut i Crystal Palace Park, när Kristallpalatset flyttades dit efter Londonutställningen 1851, och som bidrog kraftigt till allmänhetens dinosaurieintresse. Med tiden fördes över femtio arter till släktet - i början för att dinosaurier var dåligt kända, men även in på 1900-talet. Idag inser man att dessa inte är närmare släkt med M. bucklandii, som numera är släktets enda art. Inget fullständigt skelett har hittats och mycket är fortfarande oklart vad gäller dess anatomi.
De första naturhistoriker som undersökte Megalosaurus uppfattade den felaktigt som en ödla och ansåg att den måste ha varit tjugo meter lång. Owen reducerade dess längd till nio meter 1842 - han trodde dock fortfarande att den gick på alla fyra. Dagens forskare har fått en bättre bild, genom att jämföra den med släktingarna inom Megalosauridae. Megalosaurus var ungefär sju meter lång och vägde 1,1 ton. Den gick på de två kraftiga bakbenen och balanserade den horisontellt hållna kroppen med en horisontellt hållen svans. Frambenen var korta, men mycket kraftiga. Megalosaurus hade ett ganska stort huvud som var försett med långa krökta tänder. Allmänt sett var det ett robust djur med kraftig muskulatur.

## Historia

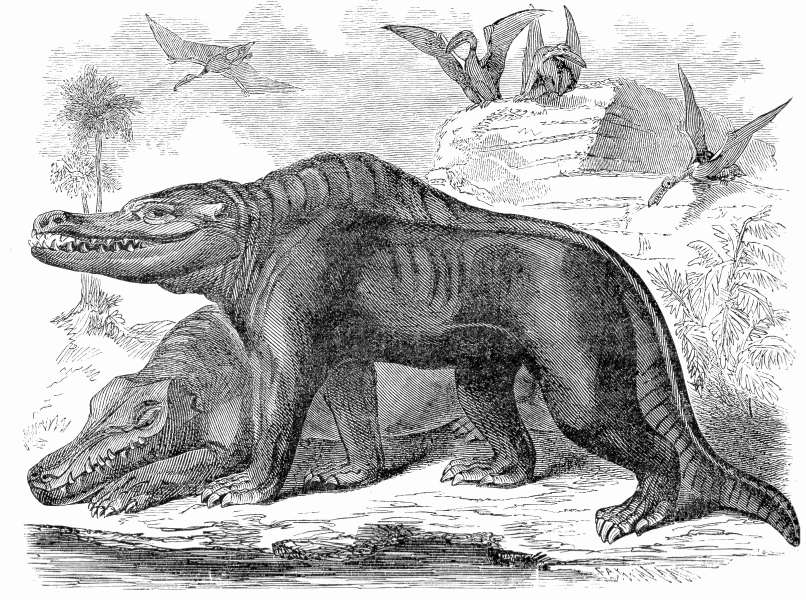
Illustration hämtad ur Illustrated Natural History of the Animal Kingdom från 1859.

Ett stort lårben som numera tros vara från Megalosaurus hittades England 1676, men beskrevs då komma från en jätte. Mer kompletta fynd (några ryggkotor, en bit av en käke, tänder, bakben och bäcken) hittade i Oxfordshire 1815, beskrevs 1824 av William Buckland, som namngav fossilet Megalosaurus bucklandii, vilket betyder "Buckland's stora ödla". Eftersom fynden fortfarande var fragmentariska var man tvungen att gissa sig till mycket om hur djuret sett ut. Megalosaurus blev i slutändan rekonstruerad som ett fyrbent djur med klumpig, fjällig kropp liknande en björns, och huvud och svans som en krokodils. Under kommande år tillskrevs många olika släkten med köttätande dinosaurier till släktet Megalosaurus, men de klassas numera som egna släkten, ibland till olika familjer. 

## Beskrivning

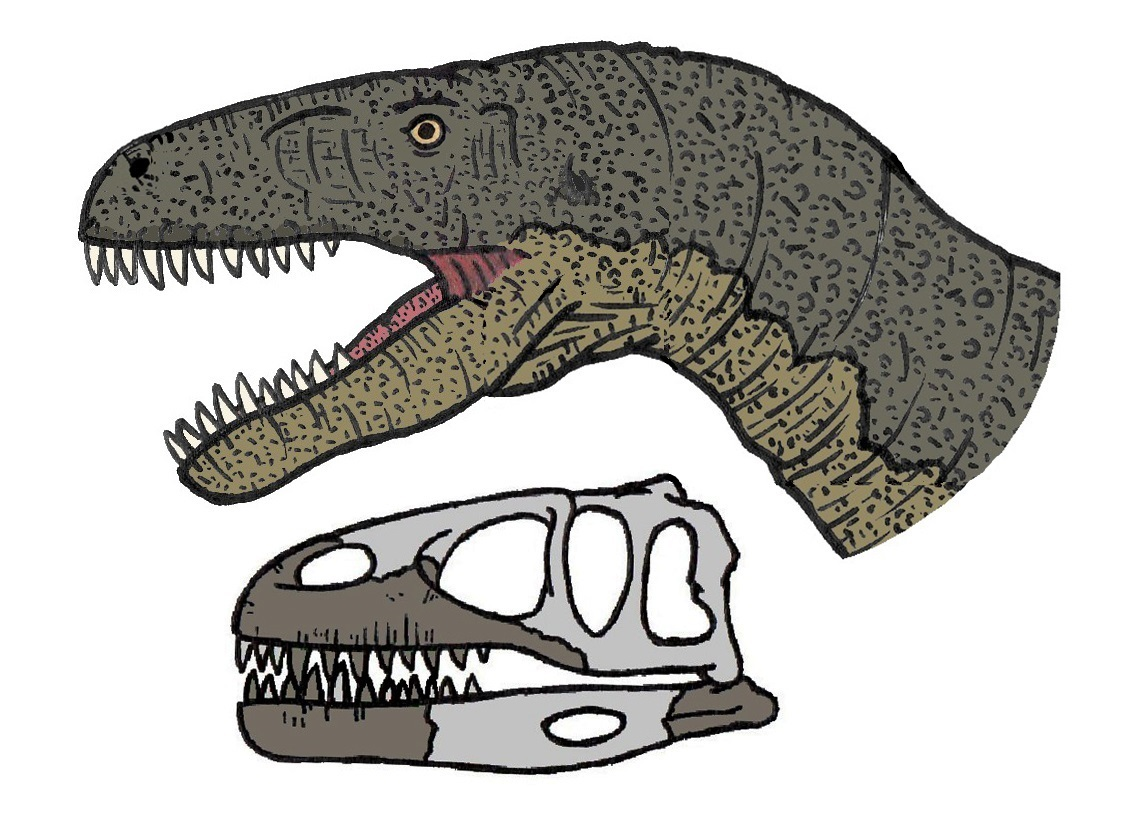
Rekonstruktion av Megalosaurus skalle som den kan ha sett ut när djuret levde.

Baserat på de fynd man hittat av Megalosaurus tror man att det var en typisk theropod, och att den kunde bli ganska stor. Kroppen var troligen ganska robust, och den stora skallen var utrustad med kraftiga käkar. Tänderna var sågtandade och knivlika för att skära föda. Liksom närstående släkten hade Megalosaurus med all sannolikhet lång, välutvecklad svans för att ge balans åt framkroppen och skallen. Bakbenen var långa och kraftiga med fyra tår, där tå I inte vidrörde marken. Frambenen var kortare än bakbenen, och liksom andra Megalosaurider hade händerna troligen 3 fingrar med vassa klor. Megalosaurus beräknas ha blivit upp till 9 meter lång, och vägt 1, 3 - 2 ton.

## Megalosaurusi populärkulturen
Earl Sinclair i TV-serien Dinosaurier påstår sig vara en Megalosaurus.